# O Prédio do Vasco
O Prédio do Vasco é uma série cómica portuguesa, que passou originalmente no canal generalista TVI em 2004 e 2005 e que continua em exibição desde 2012 na TVI Ficção (inclusivamente no horário nobre, altura do dia em que a emissão original de telenovelas ocupa a grelha da TVI generalista). O programa divide-se em vários sketchs, inspirados geralmente em anedotas. A série tem um spin-off em Vasquinho e Companhia, que alterna a sua exibição na TVI Ficção com a série original. 

## Elenco
- Alberto Magassela
- António Machado
- Carlos Areia
- Cristina Areia
- Cristina Oliveira
- Diogo Morgado
- Henrique Viana
- Joana Figueira
- Luísa Ortigoso
- Mané Ribeiro
- Mina Andala
- Mario Spencer
- Natalina José
- Octávio Matos
- Pedro Alpiarça
- Ricardo Castro
- Susana Vitorino